# Capitão do Liparus
Capitão do Liparus é uma personagem do filme 007 O Espião Que Me Amava (The Spy Who Loved Me), décimo filme da franquia cinematográfica do espião britânico James Bond, criado por Ian Fleming. Assim como quase todos os personagens do filme, ele não existe na literatura já que este foi o primeiro filme da franquia a ter uma história escrita para as telas completamente diferente do livro escrito em 1962, do qual tem apenas o mesmo título, por imposição de Fleming quando vivo.

## Características
O Capitão – sem nome próprio no filme – é o comandante do Liparus, o maior navio cargueiro do mundo, de propriedade do vilão Karl Stromberg, que tem uma enorme abertura na proa feita para capturar navios em alto mar. Ele supervisiona o funcionamento do navio e as operações de captura de três submarinos nucleares, um russo, um britânico e um norte-americano. Um personagem de temperamento relativamente gentil, difere dos demais capangas de Stromberg e parece deslocado no plano de destruição e vingança do patrão.

## No filme
Por todo o filme ele aparece supervisionando os trabalhos no Liparus e no centro de controle. Sua maior presença se dá quando o navio é tomado por Bond, Anya Amasova e os marinheiros dos submarinos capturados e ele comunica isto a Stromberg, recebendo ordens de selar o centro de controle para impedir a invasão. Selado no centro, ele coordena os disparos dos submarinos nucleares que deverão destruir Nova Iorque e Moscou com o lançamento de um míssil nuclear. Durante a luta que se segue, ele morre durante a explosão do centro, não sem antes dizer ao espião que é tarde para impedir o ataque, pois os mísseis já foram disparados, o que faz Bond tentar a reprogramação dos alvos, fazendo os submarinos destruírem a si mesmos.